# Симмонсит
Симмонсит — мінерал класу галогенідів, група кріоліту.

## Загальний опис
Хімічна формула: Na2LiAlF6. Містить (%): Na — 23,71; Li — 3,58; Al — 13,92; F — 58,79. Зустрічається у вигляді включень у мінералах. Сингонія моноклінна. Твердість 2,5-3. Густина 3,05. Колір кремовий. Риса біла. Прозорий або напівпрозорий. Блиск жирний. Рідкісний другорядний мінерал, який утворюється при вивітрюванні цинквміщуючої породи в асоціації з гідроцеруситом, цинкітом, гідроцинкітом, цинком. Названо на честь проф. мінералогії та петрології в Університеті Нового Орлеана Вільяма Б. Сіммонса..
| Oxide | wt%    |
| ----- | ------ |
| Na2O  | 31.97  |
| Li2O  | 7.71   |
| Al2O3 | 26.29  |
| F     | 58.79  |
| -O=F2 | -24.76 |
| Total | 100.00 |